# 존 민즈
존 앨런 민즈(John Alan Means, 1993년 4월 24일 ~ )는 미국의 야구 선수로, 메이저 리그에 소속되어 있는 볼티모어 오리올스의 투수이다.